# Notre Dame (circonscription électorale)
Pour les articles homonymes, voir Notre Dame.
Circonscription électorale provinciale du Canada
Notre Dame est une circonscription électorale provinciale du Manitoba (Canada).
La circonscription inclut les quartiers de Brooklands, Weston et des parties des quartiers de West Alexander, Logan-C.P.R., Centennial, Daniel McIntyre et Sargeant Park de la ville de Winnipeg.

## Liste des députés
| Notre Dame                                            | Notre Dame                                            | Notre Dame                                            | Notre Dame                                            | Notre Dame                                            | Notre Dame                                            |
| Nom                                                   | Nom                                                   | Parti                                                 | Mandat                                                | Législature                                           |                                                       |
| Circonscription issue de Tyndall Park, Minto et Logan | Circonscription issue de Tyndall Park, Minto et Logan | Circonscription issue de Tyndall Park, Minto et Logan | Circonscription issue de Tyndall Park, Minto et Logan | Circonscription issue de Tyndall Park, Minto et Logan | Circonscription issue de Tyndall Park, Minto et Logan |
| ----------------------------------------------------- | ----------------------------------------------------- | ----------------------------------------------------- | ----------------------------------------------------- | ----------------------------------------------------- | ----------------------------------------------------- |
|                                                       | Malaya Marcelino (en)                                 | Néo-démocrate                                         | 2019 - 2023                                           | 42e                                                   |                                                       |
|                                                       | Malaya Marcelino (en)                                 | Néo-démocrate                                         | 2023 - présent                                        | 43e                                                   |                                                       |